# 乌斯马泰韦拉泰
乌斯马泰韦拉泰（義大利語：Usmate Velate），是意大利蒙萨和布里安萨省的一个市镇。总面积9平方公里，人口9893人，人口密度1099.2人/平方公里（2009年）。ISTAT代码为015227。